# Mellanvikt i fristil i brottning vid olympiska sommarspelen 2000
Herrarnas brottningsturnering i fristil i viktklassen mellanvikt vid olympiska sommarspelen 2008 avgjordes den 29 september-1 oktober i Sydney i Sydney Convention and Exhibition Centre. 

## Medaljörer
| Klass      | Guld                    | Silver             | Brons                          |
| Mellanvikt | Adam Sajtjev · Ryssland | Yoel Romero · Kuba | Mogamed Ibragimov · Makedonien |

## Resultat

### Förkortningar
- EF — Vinst genom förverkande, förloraren ej plancerad
- E2 — Båda brottarna diskvalificerade för brott mot reglerna
- EV — Diskvalifikation från samtliga tävlingar för brott mot reglerna
- EX — 3 varningar eller brott mot reglerna
- PA — Skada/uteblivande
- PO — Vinst efter poäng, förloraren utan teknik-poäng
- PP — Vinst efter poäng, förloraren med teknik-poäng
- SP — Teknisk överlägsenhet, 10 poängs skillnad, förloraren hade poäng
- ST — Teknisk överlägsenhet, 10 poängs skillnad, förloraren utan poäng
- TO — Vinst efter fall
- KP — Klassificeringspoäng
- TP — Tekniska poäng

### Utslagningsronder

#### Grupp 1
| Tävlande                  | Vunna | Förlorade | KP | TP |
| ------------------------- | ----- | --------- | -- | -- |
| Mogamed Ibragimov (MKD)   | 2     | 0         | 7  | 7  |
| Davyd Bichinashvili (UKR) | 1     | 1         | 4  | 8  |
| Tatsuo Kawai (JPN)        | 0     | 2         | 1  | 6  |

| Röd                 | Blå                 | KP     | TP   |
| ------------------- | ------------------- | ------ | ---- |
| Davyd Bichinashvili | Mogamed Ibragimov   | 1-3 PP | 1-1  |
| Tatsuo Kawai        | Davyd Bichinashvili | 1-3 PP | 1-7  |
| Mogamed Ibragimov   | Tatsuo Kawai        | 4-0 TO | 2:21 |

#### Grupp 2
| Tävlande                       | Vunna | Förlorade | KP | TP |
| ------------------------------ | ----- | --------- | -- | -- |
| Charles Burton (USA)           | 2     | 0         | 7  | 14 |
| Alioune Diouf (SEN)            | 1     | 1         | 3  | 10 |
| Grégory-Hervé Martinetti (SUI) | 0     | 2         | 1  | 7  |

| Röd                      | Blå                      | KP     | TP   |
| ------------------------ | ------------------------ | ------ | ---- |
| Alioune Diouf            | Grégory-Hervé Martinetti | 3-1 PP | 10-7 |
| Charles Burton           | Alioune Diouf            | 3-0 PO | 4-0  |
| Grégory-Hervé Martinetti | Charles Burton           | 0-4 ST | 0-10 |

#### Grupp 3
| Tävlande                  | Vunna | Förlorade | KP | TP |
| ------------------------- | ----- | --------- | -- | -- |
| Adam Saitiev (RUS)        | 2     | 0         | 7  | 15 |
| Beibulat Musaev (BLR)     | 1     | 1         | 5  | 14 |
| Igor Praporshchikov (AUS) | 0     | 2         | 0  | 0  |

| Röd                 | Blå                 | KP     | TP   |
| ------------------- | ------------------- | ------ | ---- |
| Adam Saitiev        | Beibulat Musaev     | 3-1 PP | 4-1  |
| Igor Praporshchikov | Adam Saitiev        | 0-4 ST | 0-11 |
| Beibulat Musaev     | Igor Praporshchikov | 4-0 ST | 13-0 |

#### Grupp 4
| Tävlande                   | Vunna | Förlorade | KP | TP |
| -------------------------- | ----- | --------- | -- | -- |
| Yang Hyun-Mo (KOR)         | 2     | 0         | 6  | 8  |
| Makharbek Khadartsev (UZB) | 1     | 1         | 4  | 5  |
| Ali Özen (TUR)             | 0     | 2         | 1  | 2  |

| Röd                  | Blå                  | KP     | TP  |
| -------------------- | -------------------- | ------ | --- |
| Makharbek Khadartsev | Yang Hyun-Mo         | 1-3 PP | 2-3 |
| Ali Özen             | Makharbek Khadartsev | 0-3 PO | 0-3 |
| Yang Hyun-Mo         | Ali Özen             | 3-1 PP | 5-2 |

#### Grupp 5
| Tävlande                 | Vunna | Förlorade | KP | TP |
| ------------------------ | ----- | --------- | -- | -- |
| Yoel Romero (CUB)        | 3     | 0         | 9  | 15 |
| Magomed Kurugliyev (KAZ) | 1     | 2         | 4  | 14 |
| Igors Samušonoks (LAT)   | 1     | 2         | 4  | 9  |
| Justin Abdou (CAN)       | 1     | 2         | 4  | 8  |

| Röd              | Blå                | KP     | TP  |
| ---------------- | ------------------ | ------ | --- |
| Igors Samušonoks | Justin Abdou       | 1-3 PP | 2-3 |
| Yoel Romero      | Magomed Kurugliyev | 3-0 PO | 4-0 |
| Igors Samušonoks | Yoel Romero        | 0-3 PO | 0-3 |
| Justin Abdou     | Magomed Kurugliyev | 1-3 PP | 5-8 |
| Igors Samušonoks | Magomed Kurugliyev | 3-1 PP | 7-6 |
| Justin Abdou     | Yoel Romero        | 0-3 PO | 0-8 |

#### Grupp 6
| Tävlande                 | Vunna | Förlorade | KP | TP |
| ------------------------ | ----- | --------- | -- | -- |
| Amir Reza Khadem (IRI)   | 3     | 0         | 9  | 14 |
| Gábor Kapuvári (HUN)     | 2     | 1         | 7  | 11 |
| Nicolae Ghiţă (ROU)      | 1     | 2         | 6  | 14 |
| Vincent Aka-Akesse (CIV) | 0     | 3         | 0  | 0  |

| Röd                | Blå                | KP     | TP   |
| ------------------ | ------------------ | ------ | ---- |
| Gábor Kapuvári     | Vincent Aka-Akesse | 3-0 PO | 6-0  |
| Nicolae Ghiţă      | Amir Reza Khadem   | 1-3 PP | 3-5  |
| Gábor Kapuvári     | Nicolae Ghiţă      | 3-1 PP | 2-1  |
| Vincent Aka-Akesse | Amir Reza Khadem   | 0-3 PO | 0-4  |
| Gábor Kapuvári     | Amir Reza Khadem   | 1-3 PP | 3-5  |
| Vincent Aka-Akesse | Nicolae Ghiţă      | 0-4 ST | 0-10 |

### Utslagningsträd
|  | Kvartsfinaler           | Kvartsfinaler          |                         |                        | Semifinaler             | Semifinaler |  |  | Final | Final |
|  |                         |                        |                         |                        |                         |             |  |  |       |       |
|  | 1 oktober               |                        |                         |                        |                         |             |  |  |       |       |
|  |                         |                        |                         |                        |                         |             |  |  |       |       |
|  | Mogamed Ibragimov (MKD) | 4                      |                         |                        |                         |             |  |  |       |       |
|  | Mogamed Ibragimov (MKD) | 4                      | 1 oktober               |                        |                         |             |  |  |       |       |
|  | Charles Burton (USA)    | 2                      |                         |                        |                         |             |  |  |       |       |
|  | Charles Burton (USA)    | 2                      | Mogamed Ibragimov (MKD) | 0                      |                         |             |  |  |       |       |
|  |                         |                        | Mogamed Ibragimov (MKD) | 0                      |                         |             |  |  |       |       |
|  |                         | Adam Saitiev (RUS)     | 3                       |                        |                         |             |  |  |       |       |
|  | Adam Saitiev (RUS)      | Adam Saitiev (RUS)     | 3                       | 5                      |                         |             |  |  |       |       |
|  | Adam Saitiev (RUS)      |                        | 1 oktober               | 5                      |                         |             |  |  |       |       |
|  | Yang Hyun-Mo (KOR)      | 0                      |                         |                        |                         |             |  |  |       |       |
|  | Yang Hyun-Mo (KOR)      | 0                      | Adam Saitiev (RUS)      | 7                      |                         |             |  |  |       |       |
|  |                         |                        | Adam Saitiev (RUS)      | 7                      |                         |             |  |  |       |       |
|  |                         | Yoel Romero (CUB)      | 1                       |                        |                         |             |  |  |       |       |
|  | Yoel Romero (CUB)       | Yoel Romero (CUB)      | 1                       |                        |                         |             |  |  |       |       |
|  |                         |                        |                         |                        |                         |             |  |  |       |       |
|  | Bye                     |                        |                         |                        |                         |             |  |  |       |       |
|  | Yoel Romero (CUB)       | 3                      | Bronsmatch              | Bronsmatch             |                         |             |  |  |       |       |
|  | Yoel Romero (CUB)       | 3                      | Bronsmatch              | Bronsmatch             |                         |             |  |  |       |       |
|  |                         | Amir Reza Khadem (IRI) | 0                       |                        |                         |             |  |  |       |       |
|  | Amir Reza Khadem (IRI)  | Amir Reza Khadem (IRI) | 0                       |                        | Mogamed Ibragimov (MKD) | 4           |  |  |       |       |
|  | Amir Reza Khadem (IRI)  |                        |                         |                        | Mogamed Ibragimov (MKD) | 4           |  |  |       |       |
|  | Bye                     |                        |                         | Amir Reza Khadem (IRI) | 1                       |             |  |  |       |       |
|  | Bye                     |                        |                         | Amir Reza Khadem (IRI) | 1                       |             |  |  |       |       |
|  |                         |                        |                         |                        |                         |             |  |  |       |       |
|  |                         |                        |                         |                        |                         |             |  |  |       |       |